# ニコラス・ホーグ
ニコラス・ホーグ（Nicholas Hoag、1992年8月19日 - ）は、カナダの男子バレーボール選手。バレーボールカナダ男子代表。

## 来歴

### クラブチーム
ケベック州ガティノー出身。2013年、フランスのトゥールVBへ入団し、プロとしてのキャリアをスタートさせる。2013/14、2014/15シーズンのフランスリーグA1で連覇を果たした。2015年、強豪のパリ・バレーへ移籍し、2015/16シーズンのリーグ優勝に貢献し、自身もベストアウトサイドヒッター賞を受賞した。2016年、イタリアセリエ1のパワーバレー・ミラノへ移籍。2017/18シーズンはトレンティーノ・バレーでプレーし、セリエA1リーグ4位、欧州チャンピオンズリーグ5位となった。2018年、ポーランドのストチニア・シュチェチンへ加入。シーズン途中でイタリアのシル・サフェーティ・ペルージャへ移籍し2018/19シーズンのセリエA1リーグ準優勝、欧州チャンピオンズリーグ3位の成績を残した。2019/20シーズンはポーランドプラスリーガのアセッコ・レソヴィア・ジェシュフでプレーした。2020/21シーズンはトルコリーグのフェネルバフチェ・イスタンブールでプレーした。2021/22シーズンはトルコリーグのアルカス・スポル・クリュビュと契約した。

### 代表チーム
アンダーカテゴリーの代表として2010年のU-21北中米選手権で銀メダルを獲得し、MVPに選ばれた。2013年、シニアのカナダ代表に初選出され、同年のワールドリーグでデビューした。2014年、ポーランドで開催された世界選手権に出場し7位となった。2015年、北中米選手権で金メダルを獲得し、自身もMVPとベストアウトサイドヒッター賞を受賞した。2016年、リオデジャネイロオリンピックに出場した。2017年、ワールドリーグで銅メダルを獲得した。2018年、イタリアで開催された世界選手権に出場した。2019年からは代表チームで主将を務め、ワールドカップに出場した。2021年、ネーションズリーグと東京オリンピックでは8位となった。

## 球歴
- オリンピック - 2016年、2021年
- 世界選手権 - 2014年、2018年、2022年
- ワールドカップ - 2015年、2019年
- ワールドリーグ - 2013年、2014年、2015年、2016年、2017年
- 北中米選手権 - 2013年、2015年、2017年、2019年

## 受賞歴
- 2010年 - U-21北中米選手権 MVP
- 2011年 - U-21パンアメリカンカップ ベストオポジット賞
- 2015年 - 北中米選手権 MVP、ベストアウトサイドヒッター賞
- 2016年 - 2015/16フランスリーグA1 ベストアウトサイドヒッター賞

## 所属クラブ
- トゥールVB（2013-2015年）
- パリ・バレー（2015-2016年）
- パワーバレー・ミラノ（2016-2017年）
- トレンティーノ・バレー（2017-2018年）
- ストチニア・シュチェチン（2018年）
- シル・サフェーティ・ペルージャ（2018-2019年）
- アセッコ・レソヴィア・ジェシュフ（2019-2020年）
- フェネルバフチェ・イスタンブール（2020-2021年）
- アルカス・スポル・クリュビュ（2021-2024年）
- アル・アラビSC（2024年-）